# 先達 (印度尼西亞)

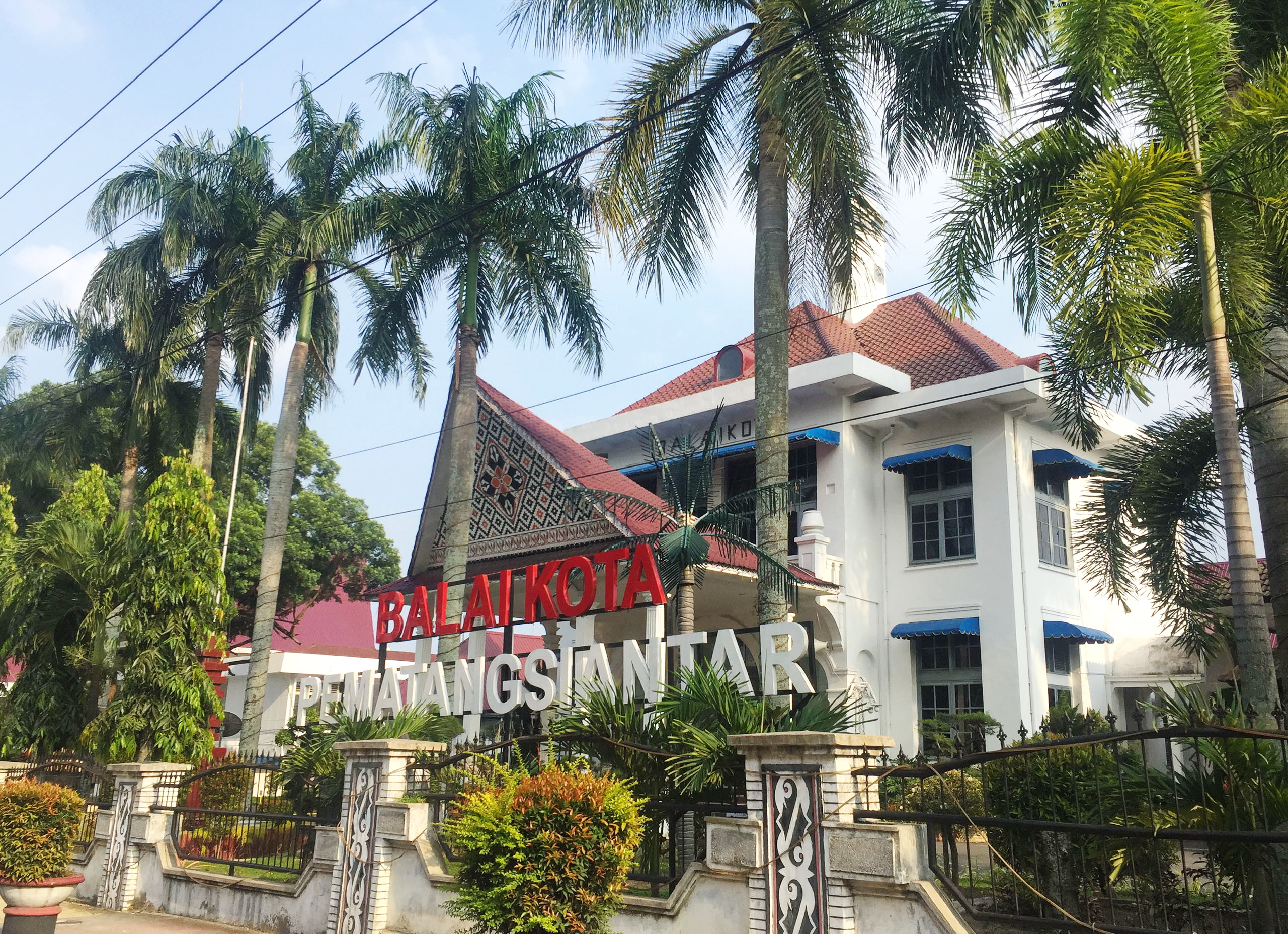
先達市政廳

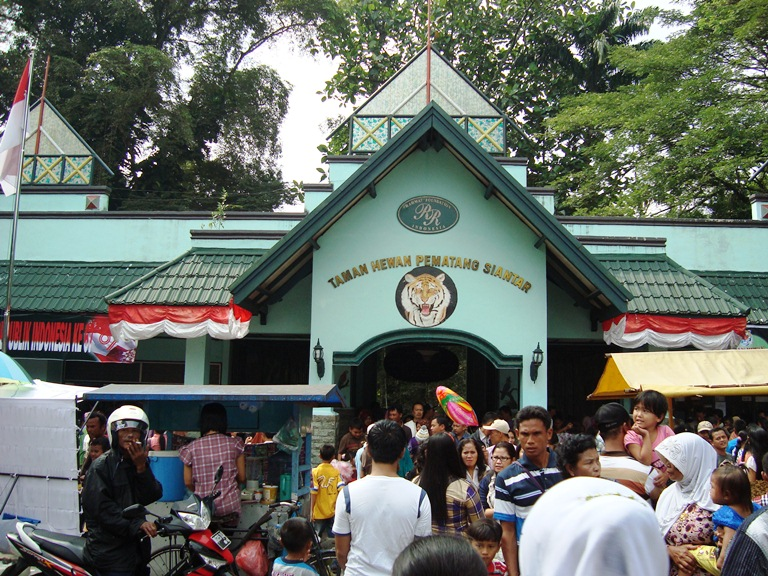
先達動物園

先達是印度尼西亞的城市，由北蘇門答臘省負責管轄，位於該國西北部蘇門答臘島北部，面積79.97平方公里，2010年人口234,885，人口密度為每平方公里2,937.16人。